# Юшкевичі (роди)
Юшкевичі — шляхетські (дворянські) роди Речі Посполитої та Російської імперії.

## Юшкевичі гербуСліповрон

Герб Сліповрон

### Рід Юшкевичів з Київської губернії
Юшкевичі гербу Сліповрон, рід яких внесено до шостої частини родовідної книги дворян Київської губернії на підставі указів Правлячого Сенату Російської імперії від 21 березня 1861 року № 3610, від 15 квітня 1871 року № 1538 та від 20 липня 1893 року № 4514, є нащадками Михайла Богуславовича Юшкевича:
- Михайло Богуславович Юшкевич (*? — † * ?)
  - Адам Михайлович Юшкевич (*? — † * ?)
    - Мартин Адамович Юшкевич (*? — † * ?)
      - Іван Мартинович Юшкевич (*? — † * ?)
        - Степан Іванович Юшкевич (*? — † * ?)
        - Іполіт-Протом Степанович Юшкевич (*? — † * ?)
        - Іоан Іванович Юшкевич (*? — † * ?)

      - Юліан-Йосип Мартинович Юшкевич (*? — † * ?)
        - Антон-Климентій Юліанович Юшкевич (*? — † * ?)
        - Олександр Юліанович Юшкевич (*? — † * ?)
        - Адольф Юліанович Юшкевич (*? — † * ?)
          - Адольф Адольфович Юшкевич (*? — † * ?)
          - Артур Адольфович Юшкевич (*? — † * ?)
          - Альфред Адольфович Юшкевич (*? — † * ?)

### Рід Юшкевичів з Віленської губернії
Резолюцією Тимчасового Присутствія Герольдії Правлячого Сенату від 30 квітня (12 травня) 1842 року затверджено ухвали Віленського дворянського депутатського зібрання від 19 вересня (1 жовтня) 1805 року та від 13 (25) серпня 1832 року про визнання дворянства з внесенням у шосту частину родовідної книги Йосипа-Антона Адамовича, Михайла Миколайовича з його синами Владиславом-Мамертом, Антоном-Павлом-Ромуальдом Юшкевичів. Указом Тимчасового Присутствія Герольдії Правлячого Сенату від 25 травня (6 червня) 1842 року № 1805 остаточно визнано давнє дворянство роду Юшкевичів з внесенням у шосту частину дворянської родовідної книги.

Цей рід використовував герб Сліповрон, про що свідчать документи, які досліджував 8 (20) жовтня 1851 року Правлячий Сенат Російської імперії під час розгляду рапорту Ковенського Дворянського Депутатського зібрання від 21 травня (2 червня) 1851 року щодо внесення цього роду до гербовника дворянських родів. Зокрема, Сенатом розглядався малюнок гербу Сліповрон з таким описом:
За Несецьким опис цього герба наступний: на блакитному полі повинна бути біла підкова, повернута у гору хребтом, яка має на хребті хрест, на якому чорний ворон, тримаючий у дзьобі золотий перстень, стоїть повернутий у праву сторону щита, немов до польоту готуючись. На шоломі над короною такий же ворон.

## Юшкевичі-Стаховські
Юшкевичі-Стаховські, рід яких внесено до третьої частини родовідної книги дворян Київської губернії на підставі указу Правлячого Сенату Російської імперії від 8 червня 1903 року № 2069, є нащадками Володимира Мартиновича Юшкевича. 
- Мартин Юшкевич-Стаховський
  - Володимир Мартинович Юшкевич-Стаховський (1798 р. н. — † * ?) — парафіяльний священник у селі Стрижавка Таращанського повіту Київської губернії[3].
    - Василь Володимирович Юшкевич-Стаховський (1822 р. н. — † * ?) — парафіяльний священник с. Дубова Уманського повіту Київської губернії, з 1901 року — протоієрей[4].
      - Климентій Васильович Юшкевич (23 січня (4 лютого) 1848 р. н.[5] — † * ?) — парафіяльний священник у селах Пекарі Черкаського повіту[6] та Розсохуватка Звенигородського повіту Київської губернії[7].
        - Анатолій Климентійович Юшкевич (1 (13) вересня 1877 р. н. — † * ?) — офіцер Російської імператорської армії, учасник Російсько-японської та Першої світової війни[8].
        - Філіп Климентійович Юшкевич (9 (21) жовтня 1878 р. н. — † * ?)[9]
          - Євгеній Філіпович Юшкевич (21 січня (3 лютого) 1906 р. н. — † 1943 р.) — вчитель у школі села Вербовець (на той час Київської області). Вбитий німецькими окупантами.
          - Петро Філіпович Юшкевич (28 червня (11 липня) 1907 р. н. — † * ?)
          - Борис Філіпович Юшкевич (5 (18) травня 1912 р. н. — † * ?)

        - Григорій Климентійович Юшкевич (1 (13) лютого 1880 р. н. — † * ?)
        - Володимир Климентійович Юшкевич (10 (22) липня 1881 р. н. — † * ?) — військовий чиновник, учасник Білого руху у складі Збройних сил Півдня Росії, був взятий в полон. З 1921 року перебував на особливому обліку Київського ДПУ.[10]
        - Василь Климентійович Юшкевич (1888 р. н. — † * ?)
        - Іван Климентійович Юшкевич (1890 р. н. — † * ?)
        - Микола Климентійович Юшкевич (1893 р. н. — † * ?)

      - Олександра Василівна Юшкевич (1852 р. н. — † * ?)

    - Сильвестр Володимирович Юшкевич (1825 р. н. — † * ?)
    - Костянтин Володимирович Юшкевич (1827 р. н. — † * ?) — диякон у селі Стрижавка Таращанського повіту Київської губернії[11].
    - Мелетій (Мефодій) Володимирович Юшкевич (1830 р. н. — † * ?) — парафіяльний священник села Орадівки Уманського повіту Київської губернії до 1862 року.

  - Михайло Мартинович Юшкевич (1805 р. н. — † * ?) — парафіяльний священник села Рубченки Сквирського повіту Київської губернії[12].
    - Іван Михайлович Юшкевич (1832 р. н. — † * ?)
    - Дмитро Михайлович Юшкевич (1835 р. н. — † * ?)